# 免疫

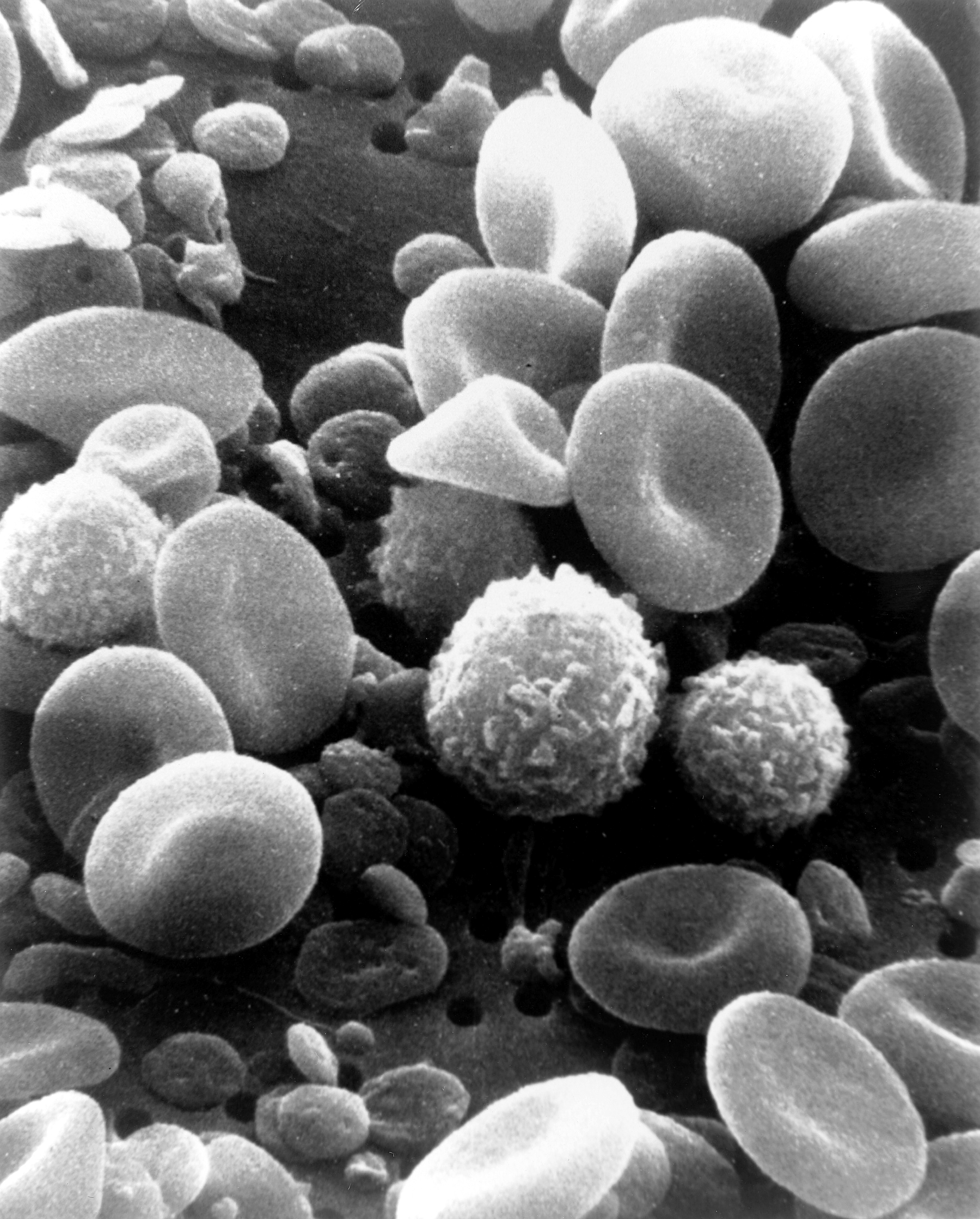
正常人的血液在電子顯微鏡下所呈現的影像。在视野中可见红血球、淋巴细胞、单核细胞、中性粒细胞，和很多血小板。

免疫力（英語：immunity），指生物机体识别和排除抗原物质的一种保护性反应。其中包括特异性免疫（後天免疫系統）与非特异性免疫（先天免疫系統）。

## 词源

### 中国
“免疫”一词，最早见于中国明代医书《免疫类方》，指的是“免除疫疠”，也就是防治传染病的意思。

### 外国
2000多年前，人类就发现曾在瘟疫流行中患过某种疾病的人，对这种疾病的再次感染具有抵抗力，称之为“免疫”。免疫（immunity）这个词是来自罗马时代描述免除个人劳役或对国家义务的一个拉丁文词。

## 表现
1. 免疫防御（immune defense）防止外界病原体的入侵及清除已入侵病原体（如细菌、病毒、真菌、支原体、衣原体、寄生虫等）及其他有害物质。免疫防御功能过低或缺路，可发生免疫缺陷病；但若应答过强或持续时间过长，则在清除病原体的同时，也可导致机体的组织损伤或功能异常，发生超敏反应。[1]
2. 免疫监视（immune surveillance）：随时发现和清除体内出现的“非己”成分，包括微生物、寄生虫、外来组织、癌细胞（由基因突变而发生的肿瘤细胞），以及衰老或凋亡细胞，提供个体保护及体内稳态。免疫监视功能低下，可能导致肿瘤的发生及持续性病毒感染。[1]
3. 免疫稳态（immune homeostasis）：通过自身免疫耐受和免疫调节两种主要的机制来达到免疫系统内的稳定状态。[2]

## 种类
- 种免疫：个体与生俱有，一般为非特异性免疫，如吞噬细胞的作用。
- 获得性免疫
  - 自动获得性免疫：一般免疫时间长。可待终身，如麻疹、天花、痄腮。
    - 自然获得：有被天花病毒感染發病史的人，一般不会再次感染。
    - 人工获得：如种牛痘免疫天花

  - 被动获得性免疫：免疫时间短，人工获得时，已较少采用。
    - 自然获得：如婴儿在母体胎盘或初乳中获得的免疫
    - 人工获得：如注射具有免疫力的免疫血清，获得免疫，如治疗蛇毒时注射的血清蛋白。

## 作用
一般机体免疫保护机体受到外部损害，对机体有利，但有时会令机体产生变态反应，被认为是对机体不利的。